# Serie A 1949 (baseball)
La Serie A 1949 è stata la 1ª edizione del torneo di primo livello del campionato italiano di baseball organizzato dalla Federazione Italiana Baseball Softball. Sempre nella stessa stagione la Lega Italiana Baseball organizzò la seconda edizione della L.I.B.. Con la fusione dei due enti avvenuta il 29 gennaio 1950 la Serie A rimarrà il solo torneo di vertice del campionato.
Lo scudetto è stato conquistato dalla Lazio per la prima volta nella sua storia.

## Stagione

### Novità
Al torneo presero parte sei squadre: Alessandria, Ferrovieri Roma, Lazio, Libertas Roma, Modena e Rimini.

### Formula
La competizione fu strutturata su un girone unico all'italiana con gare di sola andata tra le sei squadre partecipanti.

### Avvenimenti
Organizzato in concomitanza con la Lega Italiana Baseball 1949 il torneo poté contare su sei club partecipanti di cui arrivavano dalla città di Roma. Nella classifica finale di impose la Lazio capace di vincere tutti gli incontri seguita dai Ferrovieri Roma e dalla Libertas Roma.

## Squadre partecipanti
| Club            | Città       | Impianto | Stagione precedente |
| --------------- | ----------- | -------- | ------------------- |
| Alessandria     | Alessandria |          |                     |
| Ferrovieri Roma | Roma        |          |                     |
| Lazio           | Roma        |          |                     |
| Libertas Roma   | Roma        |          |                     |
| Modena          | Modena      |          |                     |
| Rimini          | Rimini (FO) |          |                     |

## Classifica finale
|  | Pos. | Squadra         | G | V | P | PCT | GB |
|  | ---- | --------------- | - | - | - | --- | -- |
|  | 1.   | Lazio           | 4 | 4 | 0 | -   | -  |
|  | 2.   | Ferrovieri Roma | 4 | 3 | 1 | -   | -  |
|  | 3.   | Libertas Roma   | 5 | 3 | 2 | -   | -  |
|  | 4.   | Rimini          | 3 | 1 | 2 | -   | -  |
|  | 5.   | Modena          | 3 | 0 | 3 | -   | -  |
|  | 6.   | Alessandria     | 3 | 0 | 3 | -   | -  |

Legenda:
      Campione d'Italia.

## Risultati
|  | Lazio | 22 – 1 | Alessandria |  |

|  | Modena | 2 – 21 | Libertas Roma |  |

|  | Rimini | 11 – 29 | Ferrovieri Roma |  |

|  | Ferrovieri Roma | 13 – 6 | Libertas Roma |  |

|  | Modena | 2 – 20 | Lazio |  |

|  | Rimini | 32 – 31 | Alessandria |  |

|  | Alessandria | n.d. – n.d. | Modena |  |

|  | Lazio | 16 – 3 | Ferrovieri Roma |  |

|  | Rimini | 11 – 31 | Libertas Roma |  |

|  | Alessandria | 7 – 25 | Libertas Roma |  |

|  | Ferrovieri Roma | 16 – 7 | Modena |  |

|  | Rimini | n.d. – n.d. | Lazio |  |

|  | Alessandria | n.d. – n.d. | Ferrovieri Roma |  |

|  | Libertas Roma | 4 – 11 | Lazio |  |

|  | Modena | Sosp. – | Rimini |  |